# Adderly Fong

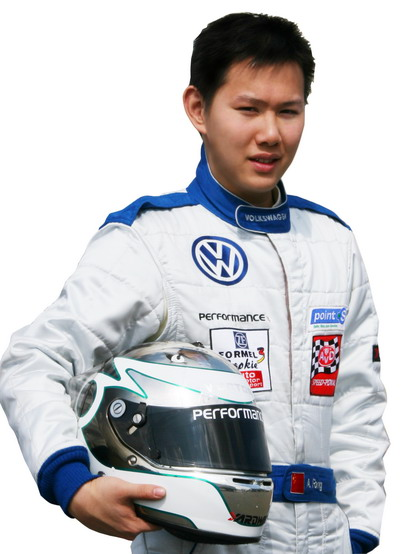
Adderly Fong 2009

Chun-Yu „Adderly“ Fong (chinesisch 方駿宇, W.-G. Fong Chun-Yu; * 2. März 1990 in Vancouver, Kanada) ist ein hongkong-chinesischer Automobilrennfahrer. Er startete von 2013 bis 2015 in der GP3-Serie.

## Karriere
Fong begann seine Motorsportkarriere im Formelsport 2006. Er startete in der asiatischen Formel Renault Challenge und belegte den 22. Gesamtrang. Außerdem debütierte er in der asiatischen Formel Renault V6. Er trat bei zwei Rennen an und beendete die Saison mit einem dritten Platz auf dem elften Platz. 2007 bestritt er die komplette Saison in der asiatischen Formel Renault V6. Mit einem zweiten Platz wurde er Sechster.
2008 wechselte Fong nach Europa und startete im deutschen Formel-3-Cup. Er blieb in seiner ersten Saison ohne Punkte. Außerdem absolvierte er Gaststarts in der asiatischen Formel Renault Challenge. Nachdem er im Winter 2008/2009 bei einigen Rennen der neuseeländischen Toyota Racing Series gestartet war und 13. in der Gesamtwertung wurde, kehrte er in den deutschen Formel-3-Cup zurück. Mit einem fünften Platz als bestes Resultat belegte er den 16. Gesamtrang.
2010 wechselte Fong in die britische Formel-3-Meisterschaft. Nachdem er fast die gesamte Saison ohne Punkte geblieben war, erzielte er beim Saisonfinale mit einem vierten Platz seine erste Punkte-Platzierung. Er beendete die Saison auf dem 16. Gesamtrang. Anschließend nahm er an einem Rennwochenende der Superleague Formula für das von Atech und Reid betreute Team der PSV Eindhoven teil. 2011 bestritt Fong seine zweite Saison in der britischen Formel-3-Meisterschaft für Sino Vision Racing. Ein siebter Platz war sein bestes Resultat und er wurde 22. in der Fahrerwertung. Darüber hinaus nahm er am Macau Grand Prix teil.
2012 wechselte Fong in die Auto GP World Series zu Ombra Racing. Er wurde damit zum ersten chinesischen Piloten dieser Serie. Er nahm an zwei Veranstaltungen teil und ein siebter Platz war sein bestes Resultat. Am Saisonende belegte er den 21. Gesamtrang. Darüber hinaus kehrte er für drei Veranstaltungen in die Rookie-Klasse der britischen Formel 3 zurück und debütierte in der Indy Lights. Neben seinem Engagement im Formelsport nahm Fong 2012 auch an GT-Markenpokalen teil. Er wurde hinter Marchy Lee Zweiter des chinesischen Audi R8 LMS Cups und 20. des asiatischen Porsche Carrera Cups. Für die Saison 2013 erhielt Fong ein Vollzeitcockpit in der GP3-Serie bei Status Grand Prix. Als bester Vollzeitpilot seines Rennstalls schloss er die Saison auf dem 21. Gesamtrang ab. Er ließ eine Veranstaltung aufgrund einer Überschneidung mit seinem Engagement im GT-Sport aus. Er trat 2013 weiterhin im chinesischen Audi R8 LMS Cup und dem asiatischen Porsche Carrera Cup an. Dabei gewann er den chinesischen Audi R8 LMS Cup. 2014 absolvierte Fong seine zweite GP3-Saison für Jenzer Motorsport. Er stieg nach dem vierten Rennwochenende punktelos aus der Serie aus. Am Saisonende lag er auf dem 24. Gesamtrang. Im Formelsport nahm Fong darüber hinaus für Sauber am freien Training der Formel 1 beim Großen Preis von Abu Dhabi teil. Im GT-Sport war Fong neben Starts bei Einzelveranstaltungen erneut im chinesischen Audi R8 LMS Cup aktiv. Dabei erreichte er den sechsten Platz in der Fahrerwertung. 2014 debütierte Fong zudem für OAK Racing in einem LMP2-Fahrzeug beim 24-Stunden-Rennen von Le Mans. 2015 wechselte Fong innerhalb der GP3-Serie zu Koiranen GP. Er ließ zwei Rennwochenenden aus und startete bei der letzten Veranstaltung für Carlin. In der Fahrerwertung wurde er 23. Darüber hinaus wurde er Entwicklungsfahrer beim Formel-1-Team Lotus.

## Persönliches
Fong wurde in Kanada geboren. Im Rennsport tritt er überwiegend mit chinesischer Rennlizenz an. Darüber hinaus absolvierte er auch schon Renneinsätze mit einer Rennlizenz aus Hongkong und Kanada.

## Statistik

### Karrierestationen
| - 2006: Asiatische Formel Renault Challenge (Platz 22) - 2006: Asiatische Formel Renault V6 (Platz 11) - 2007: Asiatische Formel Renault V6 (Platz 6) - 2008: Deutsche Formel 3 - 2009: Toyota Racing Series (Platz 13) - 2009: Deutsche Formel 3 (Platz 16) - 2010: Britische Formel 3 (Platz 16) - 2010: Superleague Formula | - 2011: Britische Formel 3 (Platz 22) - 2012: Auto GP (Platz 21) - 2012: Britische Formel 3, Rookie (Platz 3) - 2012: Indy Lights (Platz 25) - 2012: Chinesischer Audi R8 LMS Cup (Platz 2) - 2012: Asiatischer Porsche Carrera Cup (Platz 20) - 2013: GP3-Serie (Platz 21) - 2013: Chinesischer Audi R8 LMS Cup (Meister) | - 2013: Asiatischer Porsche Carrera Cup (Platz 21) - 2014: GP3-Serie (Platz 24) - 2014: Chinesischer Audi R8 LMS Cup (Platz 6) - 2014: GT Asia Series, GT3 - 2014: Formel 1 (Testfahrer) - 2015: GP3-Serie (Platz 23) - 2015: Formel 1 (Testfahrer) |

### Einzelergebnisse in der GP3-Serie
| Jahr | Team              | 1   | 2   | 3   | 4   | 5   | 6   | 7   | 8   | 9   | 10  | 11  | 12  | 13  | 14  | 15  | 16  | 17  | 18  | Punkte | Rang |
| ---- | ----------------- | --- | --- | --- | --- | --- | --- | --- | --- | --- | --- | --- | --- | --- | --- | --- | --- | --- | --- | ------ | ---- |
| 2013 | Status Grand Prix | ESP | ESP | ESP | ESP | GBR | GBR | GER | GER | HUN | HUN | BEL | BEL | ITA | ITA | UAE | UAE |     |     | 2      | 21.  |
| 2013 | Status Grand Prix | 23  | 11  | DNF | DNF | 9   | DNF |     |     | 20  | 17  | DNF | 16  | 19  | 20* | 17  | 21  |     |     | 2      | 21.  |
| 2014 | Jenzer Motorsport | ESP | ESP | AUT | AUT | GBR | GBR | GER | GER | HUN | HUN | BEL | BEL | ITA | ITA | RUS | RUS | UAE | UAE | 0      | 24.  |
| 2014 | Jenzer Motorsport | DNF | 12  | DNF | 15  | 21  | 11  | 15  | 12  |     |     |     |     |     |     |     |     |     |     | 0      | 24.  |
| 2015 | Koiranen GP       | ESP | ESP | AUT | AUT | GBR | GBR | HUN | HUN | BEL | BEL | ITA | ITA | RUS | RUS | BRN | BRN | UAE | UAE | 0      | 23.  |
| 2015 | Koiranen GP       | 17  | 21  | 17  | 12  | 12  | 14  | 15  | 11  | 15  | 9   |     |     | 15  | 18  |     |     |     |     | 0      | 23.  |
| 2015 | Carlin            |     |     |     |     |     |     |     |     |     |     |     |     | DNF | 22  |     |     |     |     | 0      | 23.  |

### Le-Mans-Ergebnisse
| Jahr | Team       | Fahrzeug     | Teamkollege | Teamkollege | Platzierung | Ausfallgrund |
| ---- | ---------- | ------------ | ----------- | ----------- | ----------- | ------------ |
| 2014 | OAK Racing | Ligier JS P2 | David Cheng | Ho-Pin Tung | Rang 11     |              |

### Einzelergebnisse in der FIA-Langstrecken-Weltmeisterschaft
| Saison | Team       | Rennwagen    | 1   | 2   | 3   | 4   | 5   | 6   | 7   | 8   |
| ------ | ---------- | ------------ | --- | --- | --- | --- | --- | --- | --- | --- |
| 2014   | OAK Racing | Ligier JS P2 | SIL | SPA | LEM | AUS | FUJ | SHA | BAH | SAO |
| 2014   | OAK Racing | Ligier JS P2 | 11  |     |     |     |     |     |     |     |